# بنجامين شتاينبرغ
بنجامين شتاينبرغ (بالإنجليزية: Benjamin Steinberg)‏ هو موسيقي أمريكي، ولد في 15 مارس 1915 في بالتيمور في الولايات المتحدة، وتوفي في 29 يناير 1974 في نيويورك في الولايات المتحدة.